# Jardim dos cinco sentidos

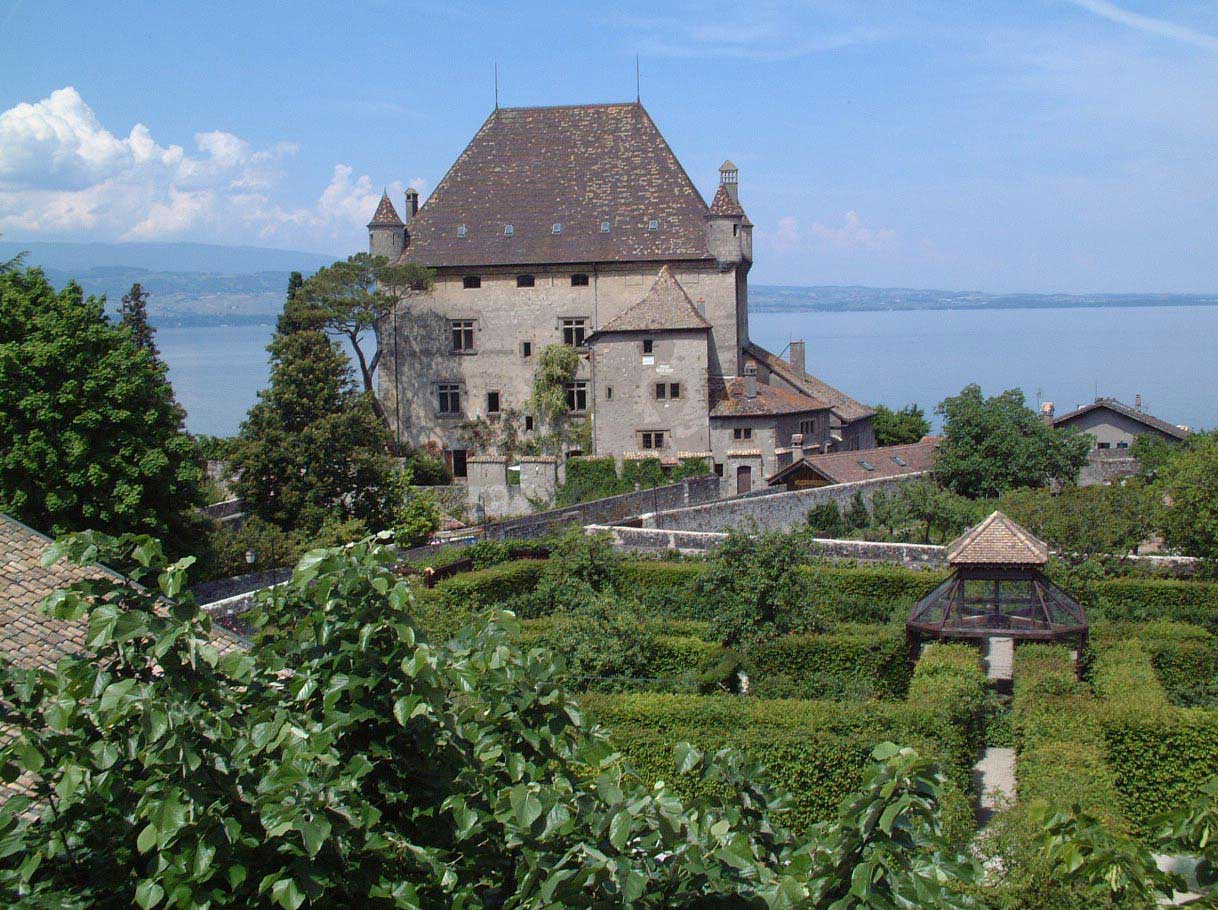
Castelo de Yvoire e o Jardim dos cinco sentidos em primeiro plano

O Jardim dos cinco sentidos encontra-se em Yvoire, burgo junto ao Lago Lemano na Alta Saboia, França.
Criado em 1988 na antiga horta do Castelo de Yvoire, foi feito segundo o desenho dos jardins castelões da Idade Média.

## O jardim
Com  uma superfície de 2 500 m² coberto com plantas medicinais, aromáticas, roseiras antigas e árvores frutíferas antigas, e está organizado em volta de um mosteiro vegetal constituindo um verdadeiro labirinto, e por essa razão também é conhecido pelo Labirinto dos cinco sentidos pois actua sobre os nosso cinco sentidos - vista, toque, gosto e aroma; o quinto sentido, o ouvido, é representado pelo murmúrio de uma fonte. O todo forma uma experiência original e é em si uma verdadeira curiosidade.
De assinalar que Yvoire faz parte de As mais belas aldeias de França.

## Recompensas
O jardim recebeu as seguintes recompensas francêsas :
- 1989, o prémio de Ouro de "Initiativa turística"
- 1992, a medalha de Ouro da "Sociedade nacional de horticultura da frança" ;
- 1997, o primeiro prémio "Férias em França" ;
- 2004, a marca de Jardim notável pelo Ministério da Cultura francês.